# Хабанија
Хабанија (енгл. Habbaniyah, арап. الحبانية‎) је град у централном Ираку, око 70 км западно од Багдада. Град лежи на западној обали Еуфрата, у близини истоименог језера. По попису из 2018, град је имао 32.300 становника.
У Хабанији се налази један од најважнијих војних аеродрома у Ираку.
У Другом светском рату, у граду се налазио британски војни аеродром, РАФ Хабанија, око кога су у априлу и мају 1941. вођене главне борбе англо-ирачког рата.

## Опсада Хабаније (1941)

### Позадина
После про-немачког државног удара у Ираку, 1. априла 1941, збачена је дотадашња про-британска влада и отказан војни споразум са Великом Британијом из 1930. У одговор, Британци су одбили да признају нову владу и 18. априла у Басри искрцали 1 индијску бригаду. Нова ирачка влада Рашид Али ал-Гајланија одлучила је да нападне Британце, чије су главне снаге у Ираку биле сконцентрисане у Хабанији.

### Битка
Очекујући да непријатељства отпочну, Британци су у ваздухопловној бази у Хабанији прикупили све расположиве снаге - нешто преко 2.200 војника (Британаца и њима наклоњених Ирачана) и око 9.000 ненаоружаних цивила.Уз то, ваздухопловна база и пилотска школа уз њу располагале су са 82 авиона разних типова, већином застарелих, од којих су формиране 4 ескадриле. Гајлани је 2. маја затражио помоћ од Немаца и ирачке трупе су опселе Хабанију, али је нису могле заузети, мада их је подржавала немачка авијација која је средином маја пребазирала неке јединице у Сирију и Ирак; нису успеле да униште ни индијску бригаду у Басри.
Британци су брзо прешли у противнапад: из Палестине је упућен у Ирак одред састављен од арапских и британских јединица - 1 моторизована бригада под називом Хабфорс (енгл. Habforce) - са задатком да деблокира Хабанију и заузме Багдад. Британска авијација напала је немачке аеродроме у Сирији, а одбрана Хабаније, уз издашну подршку ваздухопловства, нанела је опсадним снагама осетне губитке у живој сили и наоружању и принудила их да се повуку 7. маја.

### Последице
Немци су против Хабаније и одреда из Палестине ангажовани мање снаге, пошто су управо у то време завршавали припреме за инвазију на Крит; Хитлерова директива о пружању помоћи Ираку од 23. маја дошла је прекасно. Палестински одред Хабфорс је стигао у већ деблокирану Хабанију 18. маја, а већ 27. маја британске снаге из Хабаније су кренуле на Багдад, који су заузеле 1. јуна. Про-осовинска ирачка влада је већ 30. маја напустила земљу, чиме је англо-ирачки рат ефективо завршен у корист Велике Британије.